# 東京ウォータータクシー

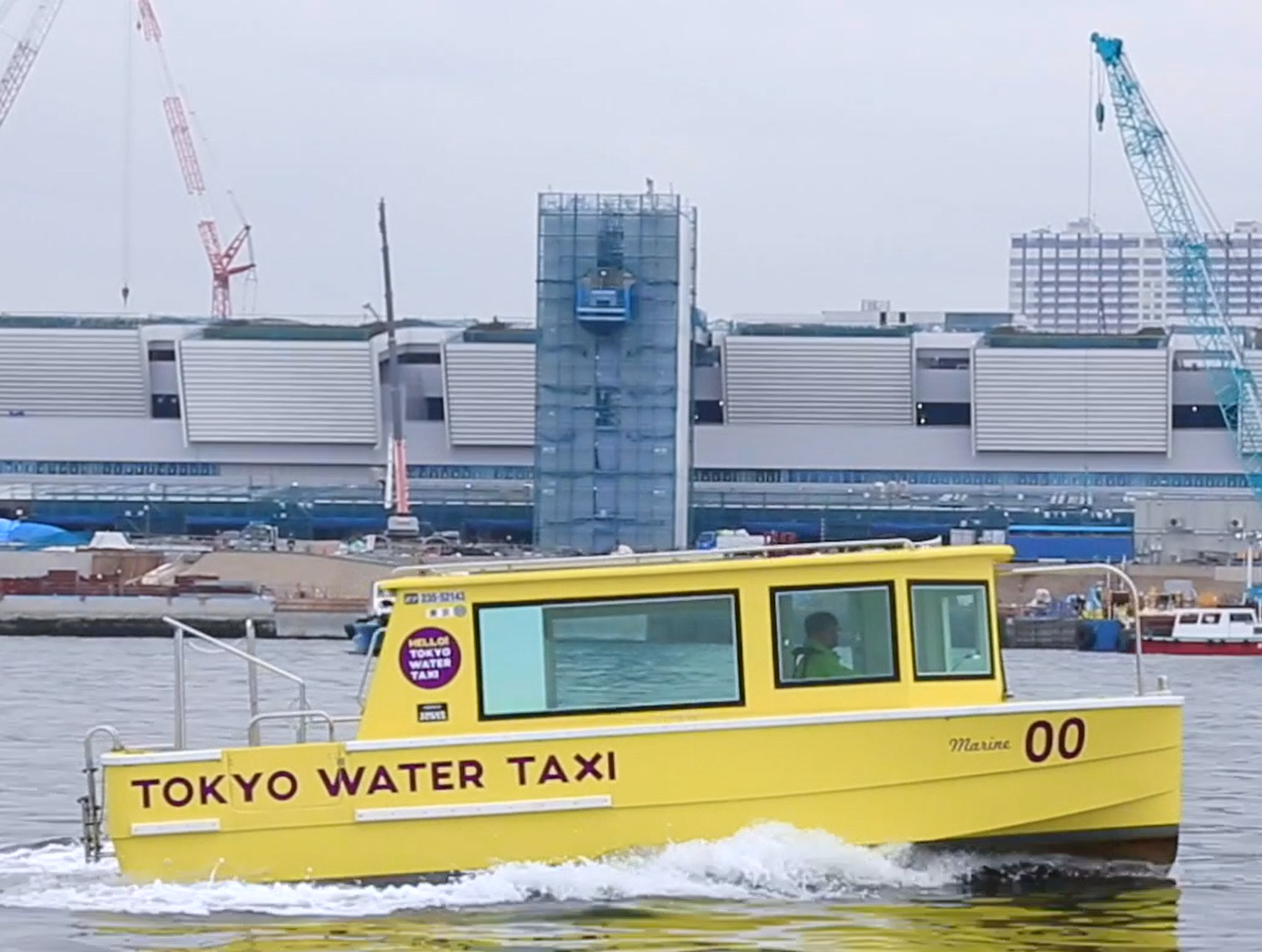
Marine 00号（初号機）

東京ウォータータクシー株式会社（とうきょうウォータータクシー、英語: TOKYO WATER TAXI）は、東京都港区に本社を置く日本の舟運会社。

## 概要
2015年3月に京浜港内の港湾運送事業者6社の出資により設立された、小型船による水上タクシー事業を行う企業である。キャッチフレーズは「TOKYO RIDE」。
観光だけではなく日常利用、災害時の輸送手段として出動することを目的とし、 2015年11月に2隻での営業を開始した。航行範囲は運河を含む東京港及び都内の河川で、利用者が範囲内の乗降場・発着時間・ルートを選択できるスタイルをベースに豊富な交通サービスを提供する。東京都が推進する「水上交通ネットワークの充実」を担う一翼として、2016年8月より民間を含む7か所の乗降場においてオンデマンド運航を開始。また通常運航と並行し、レンタルサイクルのチケット販売を通じ船と自転車の乗り継ぎを提案するなどの展開を行っている。利用可能な乗降場の数は都内及びその周辺約30箇所。国内外メディアからのロケハンや撮影サポートも行っている。

## 事業コンセプト
都内には100か所を超す乗降場があるが、その大半は防災使用に限定され、有事あるいは防災訓練でしか利用できない。同社は社会実験を通じそうした乗降場を平素から利用することで、防災インフラの認知度向上、延いては小型船の機動力と経験則を活かし災害出動することを基軸としており、各区並びに所轄警察署と防災協定を締結している。

## 運航メニュー

### ベーシックライド（チャーター）
オンデマンド運航サービス。移動はもちろん、アクティビティとしても利用可能。

### ツアーカタログ（乗合）
乗降時間、乗降場所、運行ルートをフィクスしたツーリスト向けのメニュー。

### シャトルサービス（乗合）
主にタワーマンション群と、ホテルや商業施設が密集する賑わいゾーンを結ぶ水上コミュニティバス。

### ビジネスユース（チャーター）
旅行商品、視察、事業ユースなど商業利用に特化した運航。
ロケハンから本撮影までをサポートする「撮影ワンストップサービス」もこれに含まれ、オプションで事前諸手続き、警戒船の手配、ドローンオペレーターのコーディネートも行う。
上記以外にも期間限定のイベントを不定期開催している。

## 沿革
- 2015年 3月 会社設立
- 2015年11月 試験営業開始[4]
- 2016年 3月 本格営業開始
- 2016年 8月 一部乗降場においてオンデマンド航行開始
- 2017年10月 撮影ワンストップサービス開始
- 2018年 2月 東京自転車シェアリング 1日パス船内販売開始
- 2019年 1月 シャトルサービス「東京ベイゾーン循環」就航[5]
- 2019年 8月 ライドシェアサービスに名称変更し「東京ベイゾーン循環 Day_time」「東京ベイゾーン循環 Night_time」就航。
- 2020年 6月 運航メニュー改定